# Primno abyssalis
Primno abyssalis är en kräftdjursart som först beskrevs av Bowman 1968.  Primno abyssalis ingår i släktet Primno och familjen Phrosinidae. Inga underarter finns listade i Catalogue of Life.